# Gerberoy
Gerberoy è un comune francese di 95 abitanti situato nel dipartimento dell'Oise della regione dell'Alta Francia.
È stato classificato come uno dei 140 villaggi più belli di Francia.
La rocca di Gerberoy, primo nucleo del villaggio attuale, venne costruita nell'885. Il villaggio nel corso dei secoli si è allargato attorno alla rocca, tuttavia l'architettura delle case e degli edifici di Gerberoy è rimasta sostanzialmente invariata negli ultimi tre secoli.
Sono inoltre particolarmente rinomati i suoi giardini e la fioritura delle rose, festeggiata la terza settimana di giugno con la “festa delle rose”.

## Società

### Evoluzione demografica
Abitanti censiti